# Measha Brueggergosman
Measha Brueggergosman (* 28. Juni 1977 in Fredericton) ist eine kanadische Sopranistin.

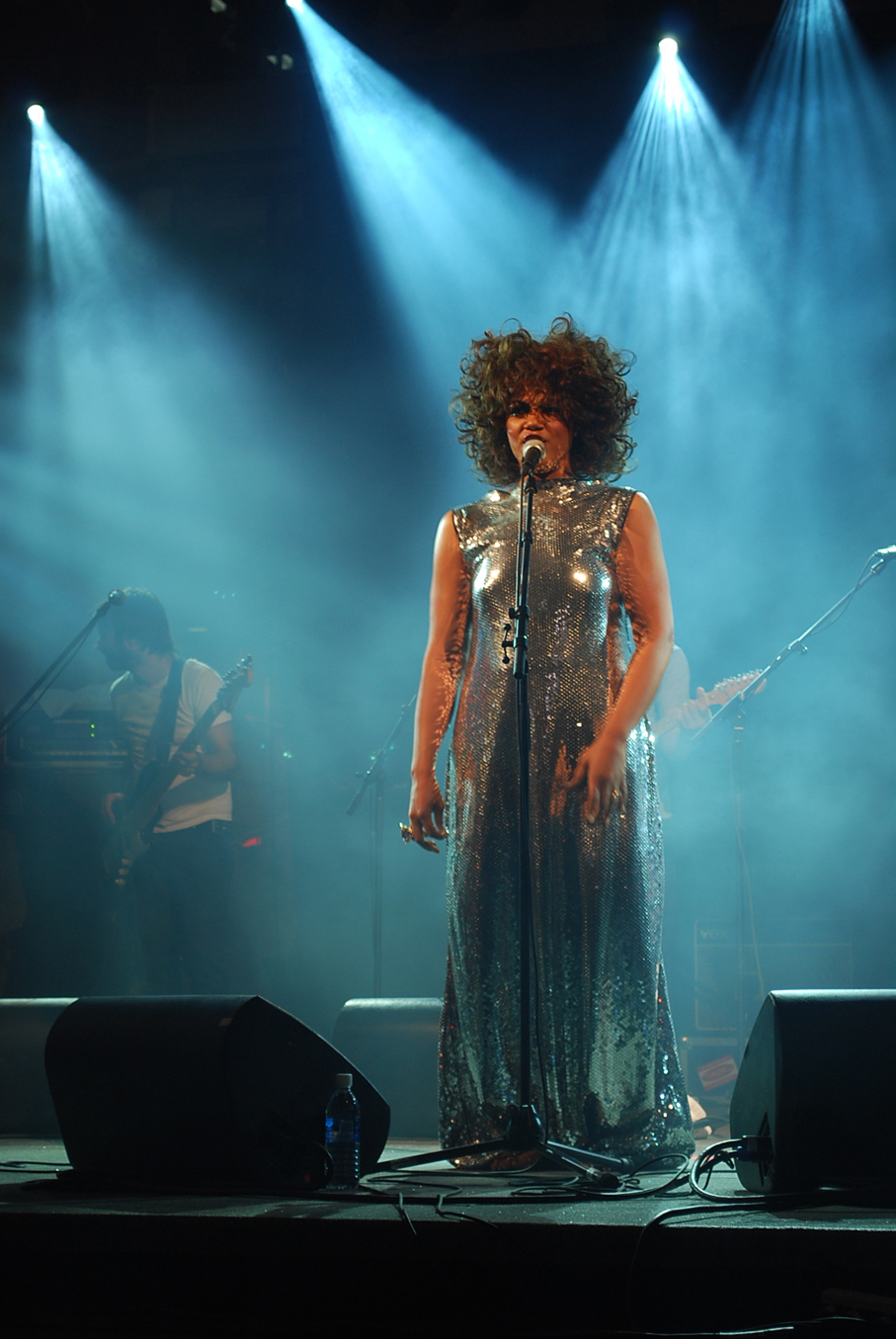
Brueggergosman 2009

## Leben
Brueggergosman begann ein Studium an der University of Toronto und traf dort auf die Sopranistin Mary Morrison. Mit dem bestandenen Examen reiste sie nach Deutschland, um dort u. a. mit Edith Wiens, Margaret Baker-Genovesi, Christoph Eschenbach, Brigitte Fassbaender,  Margo Garrett, Håkan Hagegård, Jessye Norman, Rudolf Piernay, Thomas Quasthoff und Jean-Yves Thibaudet zu arbeiten.

## Auftritte
Von der Saison 2009/10 bis 2011/12 war Measha Brueggergosman Künstlerin der Reihe »Junge Wilde« am Konzerthaus Dortmund.
Bei den Eröffnungsfeierlichkeiten der Olympischen Winterspiele 2010 in Vancouver sang Measha Brueggergosman die Hymne.

## Auszeichnungen
- 2000: Preisträgerin beim Internationalen Robert-Schumann-Wettbewerb
- 2001: Gewinnerin des Kirsten Flagstad Memorial Award
- 2001: 1. Preis beim Internationalen Gesangswettbewerb der Wigmore Hall
- 2003: Preisträgerin beim Internationalen Musikwettbewerb
- 2003: Preisträgerin beim Königin Sonja Internationalen Musikwettbewerb
- 2004: Preisträgerin beim Internationalen Gesangswettbewerb in ’s-Hertogenbosch

## Diskografie (Auswahl)
- 2004 So Much to Tell (Cbc)
- 2008: Surprise
- 2010: Night and Dreams
- 2010: Wesendonck Lieder (Deutsche Grammophon Universal)